# Ngaoui
Ngaoui es una comuna camerunesa perteneciente al departamento de Mbéré de la región de Adamawa. Se ubica en el este de la región, en la frontera con la República Centroafricana.
En 2005 tenía oficialmente 24 196 habitantes, de los que 12 831 vivían en la capital comunal homónima. No obstante, es difícil cuantificar la población exacta de esta comuna porque, debido a las guerras civiles que sufre la vecina República Centroafricana, la frontera de Ngaoui es un importante lugar de entrada de refugiados centroafricanos que huyen de su país. A fecha de 26 de mayo de 2014 se estimaba que 4722 centroafricanos habían entrado en Ngaoui huyendo de su país, generalmente para dirigirse a los campos de refugiados de Borgop y Ngam.

## Localidades
Comprende, además de la ciudad de Ngaoui, las siguientes localidades:
- Alhamdou
- Bafouck
- Bawaka
- Dackzer
- Diel
- Djabori
- Dole
- Garga Pella
- Gbago
- Lamou-Douyaka
- Mayo-Lebou
- Ngollo
- Sobba
- Tourake
- Wouro Adde
- Wondandere